# Los viejos vinagres
«Los viejos vinagres» es una canción y sencillo perteneciente al grupo musical de rock argentino Sumo. Es la octava canción del segundo álbum de estudio que fue titulado Llegando los monos, editado bajo el sello discográfico CBS Records en el año 1986.

## Historia
Según una anécdota de los exintegrantes de la banda; Luca Prodan aseguró que esta canción fue un éxito hecho a propósito, por pedido del productor que quería tener un éxito como lo fue «La rubia tarada», para así poder vender más discos, lo que eventualmente sucedió.

## Interpretación
La letra aparentemente hablaría de la gente de edad avanzada (viejos amargados), a los que no les gustan los cambios de la sociedad y la liberación juvenil. Esta canción tiene como peculiaridad que está en base de música funk y un ritmo muy alegre inspirado por grupo inglés Ian Dury and the Blockheads. «Los viejos vinagres» fue el éxito más destacado de toda la placa.
En un análisis más detenido, la letra paradójicamente no se refiere a los viejos; más bien interpela directamente a los jóvenes que van vestidos a la moda, quienes "le dan y le dan con el look, posan en la disco o en el bar, para quienes lo peor es la libertad", consumiendo la cultura de masas. Por ello, la cita al verso de Rubén Darío, "Juventud, divino tesoro", se lee como una ironía a la afectación de la generación new wave caracterizada por la estética cuidada de bandas como Soda Stereo o Virus. El mismo Luca Prodan, al presentar la canción en el Festival Chateau Rock de 1987, señaló: "Los viejos vinagres pueden tener 70, 60 o 30, es gente de una mentalidad... Hay chicos de 12 años que son más reaccionarios que una persona de 50".

## Créditos
- Luca Prodán: voz principal y coros.
- Ricardo Mollo: guitarra sintetizada principal y coros.
- German Daffunchio: guitarra eléctrica rítmica y coros.
- Roberto Pettinato: saxofón tenor y coros.
- Diego Arnedo: bajo y coros.
- Alberto Troglio: caja de ritmos.

Invitado;
- Gonzalo Palacios: saxofón alto.